# Forschungsstelle für das Volkstum im Ruhrgebiet
Die Forschungsstelle für das Volkstum im Ruhrgebiet wurde am 2. April 1935 bei einem Treffen von Volkskundlern im  Provinzialinstitut für westfälische Landes- und Volkskunde gegründet und wurde verwaltungsmäßig zunächst ihrer „Volkskundlichen Kommission für Westfalen“ angegliedert, ab 1938 unterstand die Forschungsstelle dann direkt dem Provinzialinstitut. Initiator war und wissenschaftlicher Geschäftsführer wurde Wilhelm Brepohl, ein deutscher Volkskundler und Soziologe. Mit dem Programm einer „industriellen Volkskunde“ wurde die Forschungsstelle in den Dienst der nationalsozialistischen Bevölkerungspolitik gestellt. Die Forschungsstelle hatte ihren Sitz zunächst in Brepohls Wohnung und dann im Gebäude der Glück-Auf-Brauerei in Gelsenkirchen-Ückendorf. Ihre letzten Aktivitäten sind für 1941 dokumentiert.
Es lassen sich anhand der Forschungsstelle Kontinuitäten zwischen der Sozialforschung im Nationalsozialismus und der westdeutschen Nachkriegssoziologie beobachten. Ihre Existenz ist in den Themenkomplex Soziologie im Nationalsozialismus einzuordnen.
Die Forschungsstelle war eine der Vorgängerinstitutionen der 1946 gegründeten Sozialforschungsstelle an der Universität Münster in Dortmund.

## Veröffentlichungen (Auswahl)
- Schriftenreihe: Volkstum im Ruhrgebiet: Veröffentlichungen der Forschungsstelle für das Volkstum im Ruhrgebiet im Provinzialinstitut für Westfälische Landes- und Volkskunde. Essen: Bacmeister 1936–1941 (damit Erscheinen eingestellt).
- Eberhard Franke: Das Ruhrgebiet und Ostpreußen. Geschichte, Umfang und Bedeutung der Ostpreußeneinwanderung. Bacmeister, Essen 1936 (Volkstum im Ruhrgebiet, Bd. 1).
- Wilhelm Brepohl: Der 'Typus Polack' im Ruhrgebiet: Herkunft und Bedeutung der Minderwertigen. Gelsenkirchen: FSt 1938.
- Wilhelm Brepohl: Volkswissenschaft und deutsche Industriebevölkerung. Bericht über die Arbeit der Forschungsstelle für das Volkstum im Ruhrgebiet. In: Archiv für Bevölkerungswissenschaft und Bevölkerungspolitik 8 (1938), Heft 5, S. 345–361.
- Wilhelm Brepohl: Das Polenproblem im Ruhrgebiet: kurze Zusammenfassung. Gelsenkirchen: FSt 1939.
- Wilhelm Brepohl: Zur Volksgeschichte des Ruhrarbeiters. Neue Untersuchungen der Forschungsstelle für das Volkstum im Ruhrgebiet (Gelsenkirchen). In: Deutsche Zeitschrift für Wirtschaftskunde Band 4, 1939, S. 30–38.
- Wilhelm Brepohl: Die Eindeutschung der Polen im Ruhrgebiet. Deutsche Arbeit verwandelt fremdes Volkstum. Gelsenkirchen: FSt 1939.
- Hermann Waterkamp: Die Bevölkerung von Duisburg. Ihr Werdegang und ihre Zusammensetzung. Essen: Bacmeister 1941 (Volkstum im Ruhrgebiet, Bd. 2).